# Удмуртський Тоймобаш
Удму́ртський Тоймоба́ш (рос. Удмуртский Тоймобаш) — присілок у складі Алнаського району Удмуртії, Росія.

## Населення
Населення — 705 осіб (2010; 838 в 2002).
Національний склад станом на 2002 рік:
- удмурти — 95 %

## Урбаноніми[3]
- вулиці — Заставкова, Лісова, Мала, Молодіжна, Південна, Радянська, Садова, Тракторна, Центральна, Шкільна